# Holomelina arbela
Holomelina arbela är en fjärilsart som beskrevs av Druce 1889. Holomelina arbela ingår i släktet Holomelina och familjen björnspinnare. Inga underarter finns listade i Catalogue of Life.